# کارل زایس
کارل زایس (به آلمانی: Carl Zeiss) (۱۱ سپتامبر ۱۸۱۶–۳ دسامبر ۱۸۸۸) عینک‌ساز و صنعتگر آلمانی بود که بیشترین شهرت او به دلیل ساخت لنزهای اپتیکال باکیفیتی است که کاربردی گسترده در وسایلی همچون دوربین و میکروسکوپ دارد.

## زندگی
کارل زایس در ۱۱ سپتامبر ۱۸۱۶ در وایمار آلمان زاده شد. در ۱۸۴۶ کارخانهٔ خود را در ینا افتتاح کرد. او در ابتدا به تولید میکروسکوپ‌های تک‌عدسی پرداخت که مورد توجه جامعهٔ علمی قرار گرفت و پس از آن کار بر روی میکروسکوپ‌های دولنزی را آغاز نمود. او همچنین به تولید عدسی برای عینک، دوربین‌های صحرایی و دیگر محصولات چشمی پرداخت و کیفیت لنزهای ساخت او به حدی بود که شهرتی جهانی را برای او و کارخانه‌اش به ارمغان آورد.
کارل زایس در ۳ دسامبر ۱۸۸۸ و در ۷۲ سالگی در ینای آلمان درگذشت.